# Осіни (Стараховицький повіт)
Осіни (пол. Osiny) — село в Польщі, у гміні Міжець Стараховицького повіту Свентокшиського воєводства.
Населення — 906 осіб (2011).
У 1975-1998 роках село належало до Келецького воєводства.

## Демографія
Демографічна структура на день 31 березня 2011 року:
|          | Загалом | Допрацездатний вік | Працездатний вік | Постпрацездатний вік |
| -------- | ------- | ------------------ | ---------------- | -------------------- |
| Чоловіки | 446     | 95                 | 296              | 55                   |
| Жінки    | 460     | 116                | 239              | 105                  |
| Разом    | 906     | 211                | 535              | 160                  |